# اودارنویه (استان آمور)
اودارنویه (به لاتین: Udarnoye) یک منطقهٔ مسکونی در روسیه است که در استان آمور واقع شده‌است.